# NGC 5273
NGC 5273 (другие обозначения — UGC 8675, MCG 6-30-72, ZWG 190.41, KCPG 391A, PGC 48521) — линзообразная галактика (S0) в созвездии Гончие Псы.
Этот объект входит в число перечисленных в оригинальной редакции «Нового общего каталога».